# Đurđevac
Đurđevac este un oraș în cantonul Koprivnica-Križevci, Croația, având o populație de 8.264 de locuitori (2011).

## Demografie
Componența etnică a orașului Đurđevac
     Croați (94,92%)
     Romi (3,74%)
     Necunoscut (0,17%)
     Neclasificat (0,92%)
Componența confesională a orașului Đurđevac
     Catolici (96,45%)
     Fără religie și atei (1,42%)
     Necunoscută (1,1%)
     Alte religii (1,03%)
Conform recensământului din 2011, orașul Đurđevac avea 8.264 de locuitori. Din punct de vedere etnic, majoritatea locuitorilor (94,92%) erau croați, cu o minoritate de romi (3,74%). Apartenența etnică nu este cunoscută în cazul a 0,17% din locuitori. Din punct de vedere confesional, majoritatea locuitorilor (96,45%) erau catolici, cu o minoritate de persoane fără religie și atei (1,42%). Pentru 1,1% din locuitori nu este cunoscută apartenența confesională.